# Acétate de 3-pentyle
L'acétate de 3-pentyle, ou acétate de 3-amyle,  est un ester, l'un des six isomères de l'acétate d'amyle.